# 泊明日菜
泊明日菜（日语：／ Tomari Asuna，3月20日—），日本女性配音員。出身於茨城縣。Zynchro所屬。

## 簡歷
日本播音演技研究所、二松學舍大學畢業。
曾隸屬於VIMS。

## 人物
聲種：女低音。
興趣、特長：參觀寺社、散步、道、芭蕾舞。資格：秘書檢定3級、漢字檢定準2級、躰道初段。
聯合式橄欖球選手中村亮土是她的義弟。

## 演出
粗體字表示主要角色。

### 電視動畫
2014年
- 惡魔的謎語（一之瀨晴的哥哥）

2015年
- 晨曦公主（觀眾）
- 歌之王子殿下 真愛革命（通行人）
- 下流梗不存在的灰暗世界（女子E）

2016年
- 小桃小栗 Love Love物語（社團女子B、女學生）
- 少年女僕（天原雪人）
- 這個美術社大有問題！（男子）
- 競女!!!!!!!!（北川冬子、小西晴美）
- Classica Loid（2016年—2018年，朋友C、椎子、小孩、小學6年級生）2系列[系列 1]
- 虎面人W（女子摔角手）

2017年
- 時間飛船24（小孩C）
- 人渣的本願（小學生D）
- 機動戰士鋼彈 鐵血的孤兒（塔賓斯女性、學生）
- 快盜天使雙胞胎BREAK（小學男童）
- ID-0（通信3）
- 戰姬絕唱SYMPHOGEAR AXZ（史蒂芳）
- 騎士&魔法（惡童B）
- 咕嚕咕嚕魔法陣 (2017年版)（男孩子、人偶）
- Just Because！（吹奏樂社後輩B）
- 奇諾之旅 -the Beautiful World- the Animated Series（小孩C、小孩）
- 妖怪公寓的優雅日常（稻葉夕士〈童年時期〉）
- 偶像大師 SideM（小孩）

2018年
- 比宇宙更遠的地方（女學生、學生、田徑社社員）
- 龍王的工作！（小孩B）
- 霸穹 封神演義（楊戩〈童年時期〉）
- 擅長捉弄人的高木同學（小學生的哥哥）
- 牙鬥獸娘（城戶剛〈少年時期〉）
- 龍族拼圖（2018年—2025年，明石大我[5]）
- 惡魔高校D×D HERO（李連克斯、小孩）
- 奴隸區 The Animation（江戶川龍櫻[6]）
- 齊木楠雄的災難（小學生、崇志〈小學生〉）
- 和風喫茶鹿楓堂（渡邊洋）
- 雷頓神秘偵探社 ～卡特莉的解謎事件簿～（少年2）
- 後街女孩（貧民窟的弟弟）
- 暮光幻影（小孩A）
- 工作細胞（赤芽球1）
- 昴宿七星（惡童）
- 關於我轉生變成史萊姆這檔事（2018年—2024年，哥布達[7]）4系列[系列 2]
- 隔壁的吸血鬼美眉（女學生B）

2019年
- 魔法禁書目錄III（克蘭斯＝R＝札爾斯基[8]）
- 魔法水果籃 (2019年版)（2019年—2021年，草摩夾〈童年時期〉）3系列[系列 3]
- Dr.STONE 新石紀（克羅姆〈童年時期〉）
- 籃球少年王（2019年—2020年，女高中生、花園千秋〈童年時期〉）

2020年
- A3！（皆木丈）
- 索瑪麗與森林之神（招待魔女）
- 夢夢貓（2020年—2022年，小Q、叮鈴噹啷、牙刷君）2系列[系列 4]
- Healin' Good ♥ 光之美少女（圓山孝太）
- 神奇柑仔店 錢天堂（西谷勝[9]）

2021年
- 天地創造設計部（火口[10]）
- 工作細胞BLACK（腦細胞〈操作員〉）
- Re:從零開始的異世界生活（小孩）
- Vivy -Fluorite Eye's Song-（那比[11]）
- 關於我轉生變成史萊姆這檔事 轉生史萊姆日記（哥布達[12]）
- 86 -不存在的戰區-（2021年—2022年，辛〈童年時期〉、西汀·依達[13]）2系列[系列 5]
- 暗夜第六感 2041（日语：NIGHT HEAD）（立花正幸）
- 死神少爺與黑女僕（小孩）
- 東京復仇者（安田）

2022年
- 食鏽末世錄（丘比）
- JoJo的奇妙冒險 石之海（女囚犯）
- INSECT LAND（日语：インセクトランド）（亞當[14]）
- 這個僧侶有夠煩（蘑菇〈奧爾特蓋亞〉[15]）
- 相合之物（小茂）
- 盛開的阿斯諾特莉亞 吸！（日语：咲う アルスノトリア）（佩德拉[16]）
- 邪神與廚二病少女X（老婦人）
- 異世界歸來的舅舅（森嚴）
- 因為是反派大小姐所以養了魔王（奇斯·艾古利德〈少年時期〉）
- VAZZROCK THE ANIMATION（大山直助〈童年時期〉）

2023年
- 英雄王，為了窮盡武道而轉生 ～而後成為世界最強見習騎士♀～（愛達）
- 在地下城尋求邂逅是否搞錯了什麼IV 深章 厄災篇（妮茲·朗克特[17]）
- 吸血鬼馬上死2（藍色果實本物之愛教會會員C）
- 不相信人類的冒險者們好像要去拯救世界（尼克〈童年時期〉）
- 米奇與達利 惡童物語（偏鄉人家的小孩A）
- SHY（戴維〈童年時期〉）
- 重生者的魔法一定要特別（藍月成員）
- 我的新上司是天然呆（白崎清優〈童年時期〉）
- 蠟筆小新（駿田環、女性）

2024年
- 迷宮飯（奇爾查克[18]）
- 卡片鬥爭!! 先導者 Divinez（女學生）
- 公主殿下，「拷問」的時間到了（陰助）
- WIND BREAKER -防風少年-（柊登馬〈小學生〉）
- 村井之戀（少年真雄）

### 電影動畫
2020年
- 交錯的想念

2021年
- 劇場版 我讓最想被擁抱的男人給威脅了。 ～西班牙篇～〜（安東尼奧〈少年時期〉）

2022年
- 劇場版 關於我轉生變成史萊姆這檔事 紅蓮之絆篇（哥布達[19]）

2026年
- 劇場版 關於我轉生變成史萊姆這檔事 蒼海之淚篇（哥布達[20]）

### OVA
- 關於我轉生變成史萊姆這檔事 OAD（2019年，哥布達）[注 1]
- 魔法水果籃 -prelude-（2022年，草摩夾〈童年時期〉）

### 網路動畫
2010年代
- 歐西里斯的天秤（日语：オシリスの天秤）（2015年）[21]
- 怪物彈珠（2017年，大黑天〈男〉）
- 鋼彈創戰潛行者Re:RISE（2019年—2020年，托瓦那）2系列

2020年代
- 鋼彈創戰潛行者Battlogue（2020年，托瓦那）
- 新羅馬浴場（2022年，提圖斯的朋友、主婦、小孩）

### 遊戲
2016年
- 問答RPG 魔法使與黑貓維茲（米齊奧拉·蘇阿）
- 天空艦隊（梅麗莎、克魯克、安潔、嘉拉夏、艾絲梅拉）

2019年
- Merry Garland（芭爾妲莉亞[22]）
- 言靈戰士（日语：共闘ことばRPG コトダマン）（哥布達[23]）

2020年
- ARIA CHRONICLE（蒂拉[24]）
- 英雄王國（拉賈）

2021年
- 無職轉生 ～變成遊戲也拿出真本事～（保羅·格雷拉特〈童年時期〉[25]）
- 關於我轉生變成史萊姆這檔事 魔王與龍的建國譚（哥布達[26]）

2022年
- MementoMori（史庫爾德）

2023年
- 怪物彈珠（哈比歇爾[27]）
- 提米拉納國的好運公主與衰運騎士團（日语：テミラーナ国の強運姫と悲運騎士団）（馬修·奧爾伯格·奈塞爾[28]）
- 超偵探事件簿 霧雨謎宮（少年）
- 機戰傭兵VI 境界天火（「小指」子怡）

2024年
- 關於我轉生變成史萊姆這檔事 坦派斯特開拓譚（哥布達[29]）

### 廣播劇CD
- 銀白鋼鐵X THE OUT OF GUNVOLT（日语：白き鋼鉄のX THE OUT OF GUNVOLT） 序章 -希望的歌姬-（2020年，隼人）

### BLCD
- （班上同學）
- 有你在的日子（日语：彼のいる生活）（夏川真奈）

### 外語配音

#### 電影
- 環太平洋（2013年，艾瑪拉的哥哥[1]）
- 生存者（2016年，桃樂絲）
- 黑豹（2018年，朵拉[30]）
- 美麗男孩（2019年，小時候的尼奇·薛夫）
- 杜立德（2020年，莉安娜[31][32]）
- 萬聖節救星修比（2020年，安迪·奧戴爾〈泰勒·克魯姆利（英语：Tyler Crumley）〉）
- 校外打怪教學（2020年，邁克斯）
- 禁入墳場（2020年，德魯〈傑森·馬克圭爾〉）
- 換人殺砍砍（2021年，奈拉·瓊斯〈賽麗絲·歐康納（英语：Celeste O'Connor）〉[33]）
- 沙贊！（2021年，超級英雄達拉〈梅根·古德（英语：Meagan Good）〉[34]）※The Cinema（日语：ザ・シネマ）版。
- 怪物奇兵 全新世代（2021年，沙妮絲[35]）
- 最幸運的女孩（英语：Luckiest Girl Alive (film)）（2022年）
- 龍牌之謎（2022年，李夫[36]）
- 媽的多重宇宙（2023年）
- 印第安納瓊斯：命運輪盤（2023年[37]）

#### 電視影集
- 音樂玩家（英语：Bizaardvark）（澤因）
- 診斷（英语：Diagnosis (American TV series)）（瑪麗、克里斯托）
- 高校十八禁（吉亞·貝內特〈斯托姆·瑞德〉 等）
- 大軍團（多明尼克·“唐”·皮埃爾〈奧德利·吉恩〉）
- 貞愛好孕到 (第5季)（茱莉）
- 魔幻奇緣（英语：Just Add Magic (TV series)）（科迪）
- 離家童盟 (第3季)（艾米）
- 洛城南區，我的青春 (第3季)（英语：On My Block）（雙馬尾女子 等）
- 南方女王 (第3季)（英语：Queen of the South (TV series)）（卡斯特爾）
- 風暴剋星 (第1季)（艾莎）
- 沉默的天使 (第2季)（莫德、科琳）
- 太空無垠 (第4季)（艾爾維）
- 后翼棄兵

#### 動畫
- 來自地球的艾列德（2021年，芳琪 ）
- 玩命關頭：間諜飛車手（2021年，汪達）
- 阿達一族2（2022年，派對女子1[38]）
- 惡魔城：夜曲（2023年，安娜特）
- 變形金剛：地球火種（2024年，戲劇中的女性[39]）

### 舞台
- 風凛華斬（日语：風凛華斬）SIN企劃製作風真Vol.7『Obtain ～over the horizon～』（2015年）[40]

## 音樂作品

### 角色歌曲
| 發行日期 | 商品名稱                                | 歌 | 樂曲                                        | 備考                                                            |
| 2015年   | 2015年                                  | 2015年 | 2015年                                      | 2015年                                                          |
| -------- | --------------------------------------- | --- | ------------------------------------------- | --------------------------------------------------------------- |
| 11月18日 | 電視動畫《魔物娘的同居日常》原聲帶      | ANM48 | 「」 「狩」                                 | 電視動畫《魔物娘的同居日常》插入歌                              |
| 2019年   |                                         | |                                             |                                                                 |
| 3月6日   | Everybody GO！                          | 明石大我（泊明日菜） | 「Everybody GO！」                          | 電視動畫《龍族拼圖》片頭主題曲                                  |
| 2021年   |                                         | |                                             |                                                                 |
| 2月24日  | DESIGNED BY HEAVEN!                     | [ 成員 2 ] | 「DESIGNED BY HEAVEN！」                    | 電視動畫《天地創造設計部》片尾主題曲                            |
| 2月24日  | DESIGNED BY HEAVEN!                     | [ 成員 2 ] | 「DESIGNED BY HEAVEN！＜Ad-Option Remix＞」 | 電視動畫《天地創造設計部》相關歌曲                              |
| 5月26日  | Camona tempest！/晚安夕陽               | 利姆路·坦派斯特（岡美保）、大賢者（豐口惠）、維爾德拉·坦派斯特（前野智昭）、朱菜（千本木彩花）、紫苑（M·A·O）、 蘭加（小林親弘）、哥布達（泊明日菜） | 「」                                        | 電視動畫《關於我轉生變成史萊姆這檔事 轉生史萊姆日記》片尾主題曲 |
| 2022年   |                                         | |                                             |                                                                 |
| 6月22日  | 「這個僧侶有夠煩」這並不麻煩!? 音樂專輯 | 卡拉（大西亞玖璃） with 埃爾文（佐藤拓也）、蘑菇（泊明日菜）                                                                                         | 「HERO in HEALER」                          | 電視動畫《這個僧侶有夠煩》片尾主題曲                            |

## 腳註

## 外部連結
- 泊明日菜｜Talent｜Zynchro （日語）